# Toxomerus pulchellus
Toxomerus pulchellus là một loài ruồi trong họ Ruồi giả ong (Syrphidae). Loài này được Macquart mô tả khoa học đầu tiên năm 1846. Toxomerus pulchellus phân bố ở vùng Tân Nhiệt đới